# جزایر چاستیه
جزایر چاستیه (انگلیسی: Chastye Islands) گروهی از جزیره‌ها در سرزمین خاباروفسک کشور روسیه است.